# Alexis Flores
Alexis Flores (né le 18 juin 1975 au Honduras) est un Hondurien accusé de l'enlèvement, du viol et du meurtre d'une enfant de cinq ans à Philadelphie en 2000. Le 2 juin 2007, le FBI fait figurer son nom dans sa liste des dix fugitifs les plus recherchés et propose 100 000 $ pour sa capture.

## Biographie
Flores est né au Honduras en 1975, bien qu'il ait utilisé des dates de naissance allant de 1975 à 1982. Flores affirma avoir reçu une grande cicatrice chirurgicale au cou à la suite d'une blessure subie lors de l'ouragan Mitch au Honduras en 1998.

## Crime
Au cours de l'été 2000, un sans-abri itinérant connu sous le nom de « Carlos » (ou « Carlo ») reçoit un abri, des vêtements et du travail d'homme à tout faire à Hunting Park, auprès de Jorge Contreras, un habitant du quartier de Philadelphie. Le 3 août, cinq jours après sa disparition, le corps d'Iriana DeJesus, âgée de cinq ans, est retrouvé au sous-sol d'un immeuble vide où « Carlos » aurait séjourné. Elle a été agressée sexuellement, étranglée et enveloppée dans un sac poubelle. Un T-shirt portant un logo politique distinct est trouvé près du corps d'Iriana avec son sang dessus. Lorsque la police interroge Contreras au sujet du vêtement, il le reconnaît comme l'un des vêtements qu'il avait prêtés à Carlos, qu'on ne voit plus dans la région depuis que la jeune fille fut portée disparue. « Carlos » est depuis recherché pour être interrogé et un portrait est diffusé dans America's Most Wanted.

## Arrestation et expulsion
Alexis Flores est  un immigrant illégal, est arrêté pour vol à l'étalage en Arizona en 2002. En 2004, la police vient au domicile de Flores en réponse à une plainte pour tapage. Après avoir remis des documents d'identité frauduleux à la police, Flores est arrêté pour possession et recel de faux papiers. Lorsqu'il est arrêté, Flores a un comportement accueillant et sympathique. En entrant dans son appartement pour une enquête plus approfondie, les agents remarquent de la pornographie étalée au sol. Flores déclare aux responsables de l'immigration qu'il avait vécu à Schaumburg, Illinois, avant de vivre à Phoenix. Il est incarcéré pendant 60 jours et expulsé vers le Honduras après sa libération en juin 2005.

## Enquête et recherche
En 2006, l'échantillon d'ADN de Flores prélevé en Arizona est ajouté dans le Combined DNA index system. En mars 2007, son échantillon d'ADN matche avec l'ADN trouvé sur la scène du crime à Philadelphie. On détermine que « Carlos » et Flores sont la même personne.
Le 22 mars 2007, un mandat d'arrêt local est établi en Pennsylvanie : Flores est accusé de meurtre et d'autres faits criminels. Le même jour, un mandat d'arrêt fédéral contre Flores est établi dans le district oriental de Pennsylvanie, il est accusé de délit de fuite.
Le 2 juin 2007, le FBI fait figurer son nom dans sa liste des dix fugitifs les plus recherchés et propose 100 000 $ pour sa capture. Il fait aussi l'objet d'une notice rouge d'Interpol. On suppose qu'il est soit au Honduras, soit aux États-Unis.